# Acid-jazz
L'acid jazz (també anomenat groove jazz) és un estil musical que combina influències del jazz amb elements originaris del soul, del funk, del disco i del hip-hop. L'acid jazz comença a prendre forma durant els anys 1980 i 1990, inicialment a Londres gràcies a segells com Talkin' Loud, i més endavant arreu del món. El nom "Acid Jazz" vindria originat per una broma originada durant una de les nits (sessions) típiques del principi del moviment, en referència a l'Acid House, força popular a l'època.

## Aparició
L'acid jazz apareix l'any 1987 amb la creació del segell forjat pels DJ's anglesos Gilles Peterson i Eddie Piller. Aquests dos, es trobaven en sessions de Nicky Holloway anomenades "Special Branch". Aquest moviment constitueix una federació de tribus urbanes. Aquestes giraven al voltant del hip-hop, del funk i de tots els altres "trànsfugues" del rhythm & blues i del pop dels "mods", reunits per introduir un jazz allunyat del que practicaven els representants del gènere a la Gran Bretanya dels anys en què governà Margaret Thatcher.
Més que un estil musical per si mateix, l'acid jazz seria, segons alguns, "l'expressió dels exclosos de la festa, tal com la concebia la gent del West End londinenc, on es practicaven filtratges racistes per preservar un espai festiu asèptic, característic dels "Darks" Anys 1980."
A principis dels anys 1990 el públic, cansat dels 80 ("desert creatiu" segons afirmen alguns) i les seves "micro-tendències" marcades totes pel so del sintetitzador "glacial-glamour", comença a canviar de tendència cap a una renovació i cap al caliu del groove. És la renaixença del so en directe, d'interpretacions vocals, de ritmes ternaris aptes per ballar que, menys utilitzats durant els anys 1980, volien a més deixar enrere l'eurodance i la postura post-punk dels neo-romàntics (new wave, cold wave i d'altres, nascuts arran de Joy Division).

## La nova tendència dels anys 1990
Així doncs els anys 1990 veuen l'afirmació d'una nova tendència, representada per músics que, sota el nom del segell d'Eddie Piller (Acid-Jazz), intenten recomençar amb les arrels del jazz, sense oblidar la seva vocació primera: ballar sense deixar de pensar. És a dir, una música que no està reservada ni als intel·lectuals, ni als estudiosos del jazz, ni lliurada a la dansa exasperada i al mercat del disc. Abans que el house no es converteixi en la banda sonora de mitjans dels 90, l'acid-jazz ha estat el cant d'una època (caiguda del mur de Berlín, "fi" de les tensions est-oest, retorn al creixement mundial...).

## Els anys 2000
Per alguns, els anys 2000 semblen haver eclipsat l'acid-jazz, en tant que gènere, ja que en certa manera ha predominat molt el revival dels eighties. Els amateurs s'interessen en les experiències dels londinencs de Belleruche, en els mix de Jazzanova, en N'Dea Davenport de tornada amb The Brand New Heavies, en el retorn a l'escena d'Incognito.

## Característiques musicals
Un grup típic d'acid jazz consta en general d'una base rítmica (guitarra baixa, guitarra elèctrica, bateria) i d'una secció de "metalls" (trompeta, saxòfon, trombó, etc.), acompanyats d'un teclat (Fender Rhodes) i amb un cantant.

## Jazz-rap
La comunió entre acid jazz i hip-hop ha donat lloc al jazz rap. Aquest s'ha fet popular per artistes com Guru amb els recopilatoris Jazzmatazz, el grup US3, Urban Species o MC Solaar a França, en els seus inicis.

## Principals grups
Les principals figures de l'acid-jazz són:
- The Brand New Heavies
- Brooklyn Funk Essentials
- Buckshot LeFonque
- Carleen Anderson
- Chris Bowden
- Corduroy
- D*Note
- D-Influence
- Dee-Lite
- Emperors New Clothes
- Freak Power
- Galliano
- Guru (Jazzmatazz)
- Incognito
- James Taylor Quartet
- Jamiroquai
- Jhelisa
- Jimmy Smith
- Koop
- Marden Hill
- Misty Oldland
- Mother Earth
- N'Dea Davenport
- New Jersey Kings
- Omar
- Plaster
- Praful
- Ronny Jordan
- Roy Ayers
- Snowboy
- Soul II Soul
- Soulive
- Urban Species
- Us3
- Vibraphonic
- Young Disciples

## Segells discogràfics
- Acid Jazz
- Talkin' Loud
- Dorado Records
- Ubiquity Records